# Eupasiphae
Eupasiphae (лат.) — род морских пелагических креветок из семейства Pasiphaeidae. Род является космополитным и содержит в себе пять видов:

- Eupasiphae gilesii (Wood-Mason, 1892)
- Eupasiphae latirostris (Wood-Mason in Wood-Mason & Alcock, 1891)
- Eupasiphae ostrovski Rodrigues & Cardoso, 2018
- Eupasiphae paucidentata Crosnier, 1988
- Eupasiphae serrata (Rathbun, 1902)